# Stéphane Bohli
Stéphane Bohli (Ginevra, 25 luglio 1983) è un ex tennista svizzero.

## Carriera
In carriera ha raggiunto una finale di doppio all'Allianz Suisse Open Gstaad nel 2008, in coppia con il connazionale Stan Wawrinka, perdendo per 6-3, 2-6, [9-11] da Jaroslav Levinský e Filip Polášek.
In Coppa Davis ha giocato un totale di 6 partite, ottenendo 4 vittorie e 2 sconfitte.

## Statistiche

### Doppio

#### Finali perse (1)
| Numero | Anno           | Torneo                             | Superficie  | Compagno      | Avversari in finale             | Punteggio        |
| 1.     | 13 luglio 2008 | Allianz Suisse Open Gstaad, Gstaad | Terra rossa | Stan Wawrinka | Jaroslav Levinský Filip Polášek | 6-3, 2-6, [9-11] |